# Basil Bennett
Pour les articles homonymes, voir Bennett.
Basil B. Bennett (né le 30 novembre 1896 à Dudley et décédé le 19 août 1938 à Maywood) est un athlète américain spécialiste du lancer de marteau. Affilié au Chicago Athletic Association, il mesurait 1,83 m pour 77 kg.

## Biographie

### Palmarès
| Date | Compétition           | Lieu   | Résultat | Performance |
| ---- | --------------------- | ------ | -------- | ----------- |
| 1920 | Jeux olympiques d'été | Anvers | 3e       | 48,27 m     |

### Records
| Épreuve           | Performance | Lieu | Date |
| ----------------- | ----------- | ---- | ---- |
| Lancer de marteau | 48,27 m     |      | 1923 |